# الحديقة المتوسطية (عنابة)
الحديقة المتوسطية عنابة أو الحديقة الحضرية المتوسطية عين عشير، أو اختصارا حديقة عين عشير الموجودة في قلب غابات عين عشير بعنابة، دشنت على يد وزيرة البيئة الجزائرية
تعد متحفا فعليا للطبيعة يتميز مناخ حديقة عين عشير عن مناخ عنابة، حيث تتراوح درجة حرارة عنابة ما بين 4 درجات شتاء و32 درجة صيفًا، بينما لا تنخفض درجة الحرارة في الحديقة عن 3 درجة شتاء، ولا تزيد عن 25 درجة أثناء الصيف.

## المرافق
في 2014، انطلقت أشغال تهيئة الحديقة ببناء شاليهات وحظيرة لركن السيارات وملعب إلى جانب أكشاك خشبية مع
إنجاز بحيرة اصطناعية وحوض أسماك ومسبح على مساحة تقدر ب65 هكتارا وبغلاف مالي قدر ب35 مليار سنتيم.
تتخللها ممرات غابية وأخرى للراجلين لتمكنهم من الاستمتاع بالمناظر الطبيعية، وبما أن كل مناظرها تطل على البحر فهي تتيح للزائرين فرصة للاسترخاء والاستراحة بوجود مرافق خدماتية وأخرى للتسلية والترفيه. كما تحتوي على فضاء غابي يسمى "غابة المغامرات" ومسالك للمغامرة وتسلق الأشجار ضمن استثمار خاص على مساحة هكتارين.

## معرض صور
- الحديقة المتوسطية عنابة

## مقالات أخرى
- منارة عنابة
- عنابة
- حديقة الحامة